# Родзько Всеволод
Родзько Всеволод (біл.: Родзька Ўсевалад), «Воўк» (1920, с. Чучевичі Лунинецького повіту — 1946, Мінськ) — білоруський політичний і військовий діяч, голова ЦК Білоруської незалежницької партії, організатор антибільшовицької підпільної боротьби.
Закінчив Новогрудську польську гімназію ім. Адама Міцкевича у 1938 році, а пізніше — підстаршинську школу у Замброві. У вересні 1939 року потрапив до німецького полону, звідки визволився 1940 року. Очолює Краківську філію Варшавського білоруського комітету. Входить до групи В. Годлевського, котра організувала Білоруську незалежницьку партію. З весни 1941 року — співпрацював з Абвером. З липня 1941 — бургомістр Вітебська, проводить білоруську пропаганду. У серпні 1941 року він разом з Михайлом Вітушком і отаманом Якубом Харевським керує відділами Білоруської Самооборони у спільній з Поліською Січчю УПА антибільшовицькою операцією на Поліссі. З 1942 — голова ЦК БНП (псевдо «Вовк»), організовує підпілля і партизанський національний рух. Член Білоруської центральної ради, відповідальний за роботу з молоддю. З березня 1944 року — командир 15-го батальйону БКО. Розробив план антинімецького повстання у Мінську, яке так і не відбулося. Організував білоруський десантний батальйон «Дальвіц» у Східній Пруссії, де білоруські військові проходили десантну підготовку для діяльності на батьківщині. Проводив перемовини з українськими націоналістами про координацію антибільшовицької боротьби. Після роззброєння батальйону «Дальвіц» у Чехії з групою пробирається до Польщі. Перебуває на нелегальному становищі у Білостоці, організовує підпілля і партизанську діяльність БНП. Заарештований у 1945 році. Страчений більшовиками в 1946 році.